# Coupe d'Algérie de basket-ball 1976-1977
Navigation
Coupe d'Algérie 1975-1976 Coupe d'Algérie 1977-1978
La Coupe d'Algérie 1976-1977 est la 9e édition de la Coupe d'Algérie de basket-ball, compétition à élimination directe mettant aux prises des clubs de basket-ball amateurs et professionnels affiliés à la fédération algérienne de basket-ball.

## Résultats

### Finale
La finale se déroule le 3 juin 1977 dans la salla OMS à Alger. 
Le NA Hussein Dey bat El Dark El Watani sur le score de 100 à 98 après prolongation.
- NA Hussein Dey : M. Tayeb Benabbés, A. Tayeb Benabbés, Zoghbi, Guernah, Barka, Khiati, Mekroud, Slimani, Mokrani, Guouichiche, Rekik, Cherabi
- El Dark El Watani : Nafai, Ould Mohamed, Ladjouri, Berraf, Aiouaz, Zenati Tayeb, Khaies, Djaidjai, Hadadi, Dine, Man, Si Hassan[1].